# CEATEC
Combined Exhibition of Advanced Technologies (in italiano Esibizione combinata di tecnologie avanzate) o semplicemente CEATEC è uno spettacolo annuale che si tiene in Giappone come un equivalente del CES, dello SMAU o del Cebit.
Il primo evento è nato nel 2000.